# Bácsújfalu
Bácsújfalu (szerbül Селенча / Selenča, szlovákul Selenča) falu Szerbiában, a Vajdaságban, a Dél-bácskai körzetben, Bács községben.

## Fekvése
Bácstól 5 km-re keletre fekszik.

## Története
A régészeti kutatás látómezejébe a szórványleleteknek köszönhetően került a falu. 1943-ban csatornaásás közben egy bronz bográcsban kora avar kori leletekre leltek, többek között lószerszámokat (3 csikó, 2 oldalpálcás zabla, 4 kengyel) és -díszeket (rozetták, félgömbveretek, rovátkolt lóhere alakú veret, szíjvégek), fegyvereket (kopja, balta, ezüst kardhüvely borítás) és mellpáncél darabokat, ivókürt tartozékokat, vascsatokat, vas kapafejet és a bronz bogrács fémtöredékeit. A leletek egyes darabjain égésnyomok voltak. A szerencsés véletlennek köszönhetően a falutól keletre Árpád-kori sodronying darabokat is találtak.
Bácsújfalut Batthyány József kalocsai érsek telepítette a maga puszta birtokán, Bács várostól északkeletre, a városhoz tartozó Derzsa és Nagybancsa nevű földterületen, a vármegye határozata értelmében, a Kölpényből elbocsátott új szlovák telepesekkel. Hozzá tartozott Szelencse puszta is.
Batthyány érsek az új telepesekkel 1758-ban meg is kötötte az első úrbéri szerződést. 1758-ban az új településnek még nem volt neve, a következő évben már Érsekújfalu-nak nevezték a fennmaradt pecsét szerint, de a nép pusztájáról Szelencsének is nevezte. A Szelencse név valószínűleg a régi Szőlős helységnek tartotta fenn emlékét; Szelencse névalakban már a török defterekben találkozhatunk vele. Az 1760-as években is Érsekújfalu-nak és néha Bácsújfalunak mondták, mely utóbbi név a későbbi években szokottabb lett.

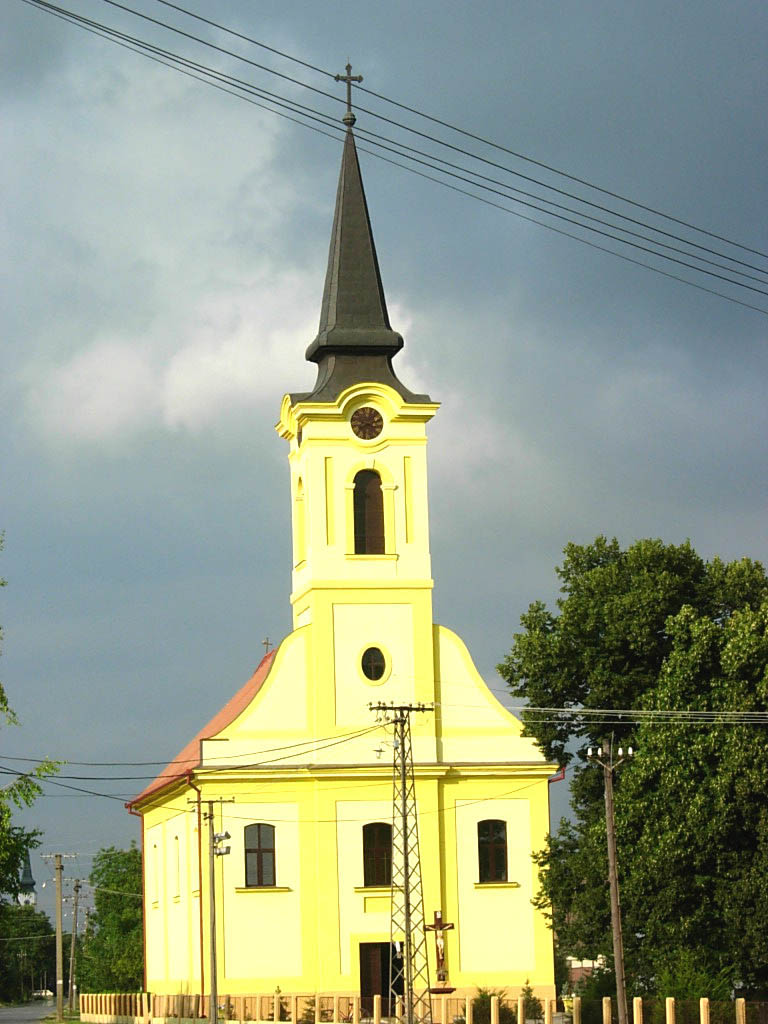
A római katolikus templom

A település egy későbbi vésetű pecsétjén a körfelirat: "Bács-Ujfalu 1789." A pecsét belsején mindig egy szívből kinövő fa van feltüntetve, melynek mindkét oldalán egy-egy szarvas ágaskodik; a szív mellett a falusi jelvények: szántóvas és csoroszlya.
1770 őszén 124 magyar római katolikus család költözött ide az időközben részben elköltözött szlovákok helyébe. A falut ekkortájt ismét Érsekújfalunak mondták.
Az 1778. évi vármegyei összeírás szerint Bácsújfaluban 121 gazda, 46 házas és 13 házatlan zsellér volt.
1886-ban nagy tűz pusztított a községben, majd 1886-ban és 1899-ben ismét leégett.
Az 1800-as évek végén újabb szlovák telepesek érkeztek a faluba, máig ők alkotják a lakosság többségét.
Az 1900-as évek elején lakosságának nagy része kendertermesztéssel és zsákvászonszövéssel foglalkozott.
1910-ben 3105 lakosából 70 magyar, 2943 szlovák volt. Ebből 1379 római katolikus, 1651 evangélikus, 36 görögkeleti ortodox volt.
A trianoni békeszerződés előtt Bács-Bodrog vármegye Hódsági járásához tartozott.

### Dál
A falu határában fekhetett egykor az elpusztúlt Dál község is.
Dál nevét 1410-ben a Keresztúri család birtokaként említették az oklevelekben, 1480-ban pedig már a Tallóczi Bánfi család kezén volt. 1492-ben a Doroszlai Kis család, majd 1504-ben Korvin János birtokai közt szerepelt.

## Népesség

### Demográfiai változások
| 1948 | 1953 | 1961 | 1971 | 1981 | 1991 | 2002 | 2011           |
| ---- | ---- | ---- | ---- | ---- | ---- | ---- | -------------- |
| 3800 | 3999 | 4155 | 4057 | 4008 | 3705 | 3279 | 3279 fő (2002) |

## Látnivalók
- Római katolikus temploma - 1794-ben épült
- Evangélikus temploma - 1870-ben épült